# Ярославська АТЕЦ
Ярославська атомна теплоелектроцентраль (рос. Ярославская АЭС/АТЭЦ) була планованою атомною електростанцією в Росії. Вона мала розташовуватися поблизу села Борисоглібського або міста Тутаєва Ярославської області. Водночас електростанція мала забезпечити теплом сусідні міста. Проект електростанції було скасовано наприкінці 1980-х років.

## Історія та технічна інформація
Вперше про електростанцію заговорили на початку 1980-х років.  Причина будівництва атомної електростанції з відбором тепла полягає в тому, що захід Радянського Союзу перебував у гіршому становищі, ніж Урал і східні регіони щодо забезпечення традиційним паливом. Щоб зберегти це паливо, було запропоновано виробляти тепло та електроенергію за допомогою атомних електростанцій, для роботи яких потрібен уран. Потенційне розташування електростанції було можливим у двох місцях. Одне з них знаходився біля села Борисоглібського, а інше - біля міста Тутаєва. Було запропоновано інше місце, назва якого невідома.
Передбачалося встановити два реактори ВВЕР-1000/320 зі спеціальною турбіною, яка б дозволяла відбирати тепло з пари для доставки тепла на прилеглі території по трубопроводах. Обидва реактори повинні були мати загальну електричну потужність 950 МВт і чисту 900 МВт. Електроенергія в цих типах реакторів мала бути лише побічним продуктом, але не незначним.

## Скасування проекту
Однак проект АЕС так і не просунувся вперед, оскільки в квітні 1986 року сталася аварія на Чорнобильській АЕС і ставлення до атомної енергетики в Радянському Союзі дуже швидко змінилося. Крім того, наприкінці 1980-х років країна переживала серйозні економічні проблеми. З цієї причини, незважаючи на відсутність тепла, наприкінці 1980-х років був згорнутий проект Ярославської обласної АЕС, а також аналогічні проекти, такі як Мінська АЕС і Свердловська АЕС.

## Інформація про реактори
| Реактор     | Тип реактора  | Продуктивність | Продуктивність | Початок будівництва                                | Підключення до мережі                              | Введення в експлуатацію                            | Закриття |
| Реактор     | Тип реактора  | Нетто          | Брутто         | Початок будівництва                                | Підключення до мережі                              | Введення в експлуатацію                            | Закриття |
| ----------- | ------------- | -------------- | -------------- | -------------------------------------------------- | -------------------------------------------------- | -------------------------------------------------- | -------- |
| Ярославль-1 | ВВЕР-1000/320 | 900 МВт        | 950 МВт        | План будівництва скасовано наприкінці 1980-х років | План будівництва скасовано наприкінці 1980-х років | План будівництва скасовано наприкінці 1980-х років |          |
| Ярославль-2 | ВВЕР-1000/320 | 900 МВт        | 950 МВт        | План будівництва скасовано наприкінці 1980-х років | План будівництва скасовано наприкінці 1980-х років | План будівництва скасовано наприкінці 1980-х років |          |